# Abracadabra
Abracadabra – singel Lady Gagi, wydany 3 lutego 2025 roku jako drugi utwór promujący ósmy album studyjny piosenkarki pt. Mayhem.

## Teledysk
Teledysk do utworu „Abracadabra” wyreżyserowała Gaga wraz z Parris Goebel i Bethany Vargas. Wideo miało premierę w przerwie reklamowej zorganizowanej przez Mastercard podczas 67.  gali rozdania nagród Grammy, a później został wydany na platformach internetowych piosenkarki.
Proces twórczy, przygotowanie scenografii i próby trwały około trzech tygodni, podczas gdy sama sesja zdjęciowa miała miejsce w ciągu dwóch dni w studiu w Santa Monica na początku grudnia 2024 roku. Gaga podkreśliła, że zrównoważony rozwój był kluczowym czynnikiem w produkcji teledysku, zapewniając, że użyto tylko niezbędnych materiałów, minimalizując nową produkcję. Kilka białych kostiumów zostało ponownie wykorzystanych ze starych sukien ślubnych, odpadów poprodukcyjnych i wyrzuconych tekstyliów z jej poprzednich projektów.
W całym teledysku naprzemiennie pojawiają się dwie wersje Lady Gagi: ubrana na biało emanuje frenetyczną energią, podczas gdy wersja ubrana na czerwono pozostaje bardziej opanowana, symbolizując taneczną bitwę między światłem a ciemnością. Rozmawiając z Elle, piosenkarka wyjaśniła, że koncepcja teledysku opiera się na gotowości do stawienia czoła wyzwaniom, a kobieta w czerwieni rzuca wyzwanie publiczności, aby tańczyła dla swojego życia. Opisała również obraz jako uzupełnienie piosenki, stwierdzając: „Kiedy słyszysz „Abracadabra” po raz pierwszy, możesz pomyśleć: o co w tym chodzi? Fajnie się tego słucha, ale co to znaczy?” Dla mnie obejrzenie tego dzieła jasno to wyjaśnia - chodzi o pójście naprzód”.

## Notowania i certyfikaty
| Lista przebojów (2025)                 | Najwyższa pozycja |
| -------------------------------------- | ----------------- |
| Argentyna (Argentina Hot 100)          | 26                |
| Australia (Top 50 Singles)             | 12                |
| Austria (Ö3 Austria Top 40)            | 5                 |
| Belgia (Ultratop 50, Flandria)         | 25                |
| Belgia (Ultratop 50 Singles, Walonia)  | 9                 |
| Brazylia (Brasil Hot 100)              | 10                |
| Czechy (Singles Digitál Top 100)       | 2                 |
| Dania (Tracklisten)                    | 31                |
| Estonia (TopHit)                       | 4                 |
| Finlandia (Suomen virallinen lista)    | 7                 |
| Francja (Top Singles & Titres)         | 13                |
| Hiszpania (PROMUSICAE)                 | 23                |
| Holandia (Single Top 100)              | 12                |
| Irlandia (Singles Chart)               | 6                 |
| Islandia (Tónlistinn)                  | 11                |
| Japonia Hot Overseas (Billboard Japan) | 4                 |
| Kanada (Billboard Canadian Hot 100)    | 12                |
| Litwa (AGATA)                          | 1                 |
| Łotwa (LaIPA)                          | 1                 |
| Niemcy (GfK)                           | 4                 |
| Norwegia (VG-lista)                    | 6                 |
| Nowa Zelandia (Recorded Music NZ)      | 13                |
| Polska (OLiA)                          | 1                 |
| Portugalia (AFP)                       | 8                 |
| Rosja (Tophit)                         | 12                |
| San Marino (SMRRTV Top 50)             | 5                 |
| Słowacja (Singles Digitál Top 100)     | 3                 |
| Stany Zjednoczone (Hot 100)            | 13                |
| Szwajcaria (Singles Top 100)           | 5                 |
| Szwecja (Sverigetopplistan)            | 8                 |
| Węgry (Single (track) Top 40 lista)    | 6                 |
| Wielka Brytania (UK Singles Chart)     | 3                 |
| Włochy (FIMI)                          | 28                |

| Kraj                  | Certyfikat      | Sprzedaż |
| --------------------- | --------------- | -------- |
| Kanada (MC)           | złota płyta     | 40 000+  |
| Francja (SNEP)        | platynowa płyta | 200 000+ |
| Polska (ZPAV)         | platynowa płyta | 125 000+ |
| Portugalia (AFP)      | platynowa płyta | 10 000+  |
| Wielka Brytania (BPI) | złota płyta     | 400 000+ |